# Prokop Bartoloměj Šup

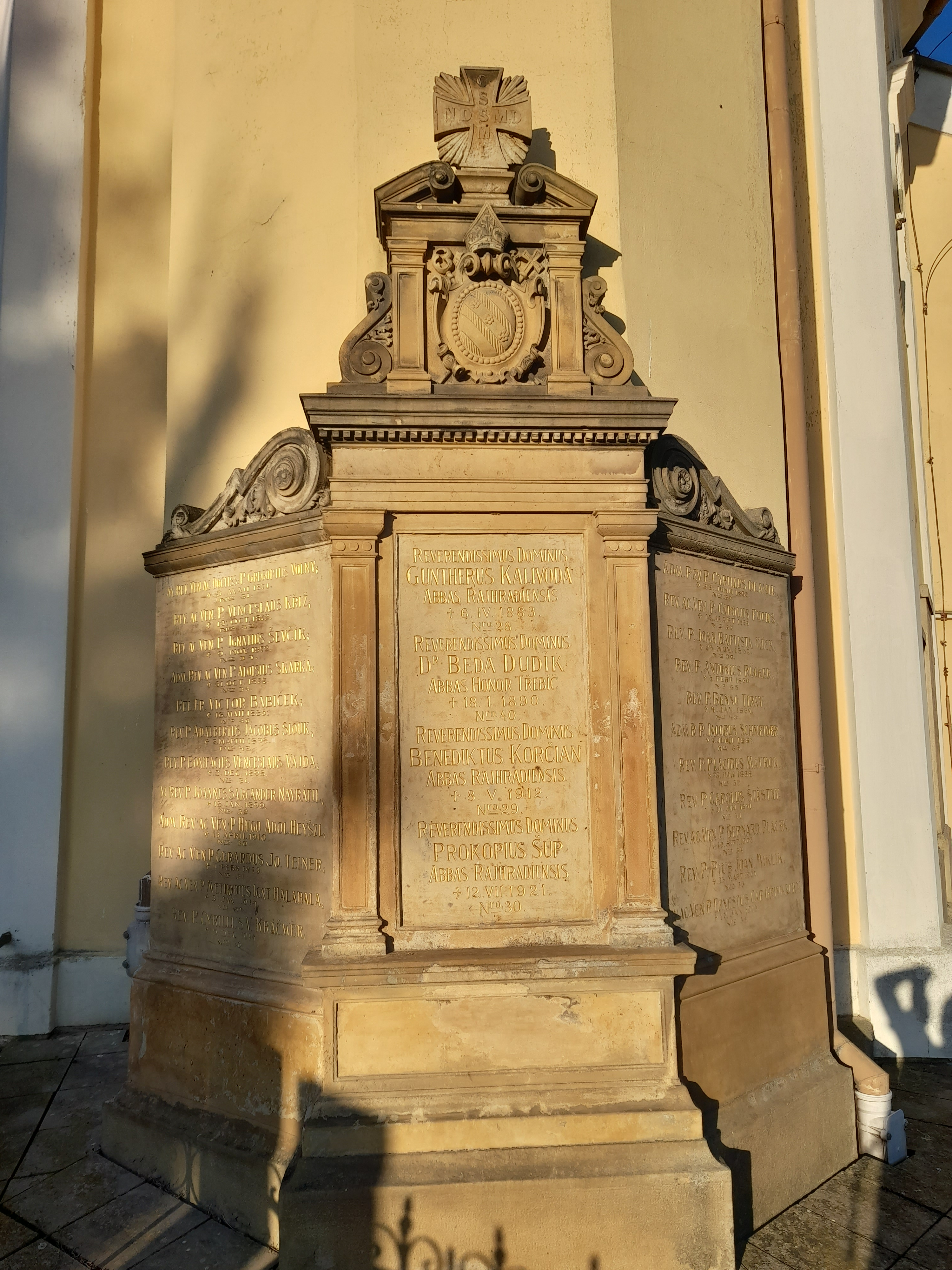
Pomník v Rajhradě

Prokop Bartoloměj Šup OSB (26. srpna 1866 Senice na Hané – 21. prosince 1921 Rajhrad) byl klíčovou postavou křesťanského sociálního hnutí v Českých zemích.

## Život
Prvorozené dítě zemědělce Josepha Schupa a jeho ženy Christiny, nemanželské dcery Anny Homolákové. Narodil se na čp. 105 v Senici na Hané dne 24. srpna 1866 a téhož dne byl pokřtěn ve farním kostele sv. Máří Magdalény.
Po úspěšném absolvování českého gymnázia v Olomouci nastoupil v roce 1886 jako soukromý učitel do Lanžhotu, ale již o rok později byl z důvodu plicní choroby nucen se tohoto učitelského místa vzdát.
Už v této době se začal pozvolna věnovat lingvistice a studiu slovanských jazyků, což mu umožnilo v budoucnu se uplatnit jako básník, publicista a překladatel (zejména z polštiny), literární kritik a dramatik. - Své básně publikoval v časopise Květy mariánské a Škola Božského srdce Páně, beletrii pro změnu v Hlídce literární. Je autorem také několika divadelních komedií: Čert a Káča, Tři mikulášské scény anebo Centrála na blechy.
Dne 8. září 1887 vstoupil k rajhradským benediktinům (slavné sliby složil 18. října 1891 v Rajhradě) a po ukončení tzv. domácích filosoficko - teologických studií mu bylo dne 31. července 1892 v Brně uděleno kněžské svěcení.
Stal se novicmistrem a zároveň lektorem domácích filosoficko - teologických studí.
Právě tehdy se navíc jako průkopník začal věnovat nejenom v oblasti teoretické ale i praktické problematice sociální spravedlnosti a měl dle vzpomínek pamětníků „neobyčejné porozumění a otevřené srdce pro všechny lidské bědy neboť nejblaženěji se cítil mezi sociálně slabými.“
V Litomyšli se podílel na založení Křesťansko-sociální strany v Čechách (1894) a o pár let později na Velehradě spolu s Msgre ThDr. Janem Šrámkem stál zároveň u vzniku Moravskoslezské strany křesťansko-sociální (1899), které po I. světové válce aktivně pomáhal sjednotit do jedné Československé strany lidové. - V letech 1893 až 1899 navíc redigoval první týdenní křesťanské sociální noviny Dělník, od roku 1897 Obecné noviny a od roku 1898 Hlas.
Velkou změnou v jeho životě znamenalo zvolení opatem (dne 7. srpna 1912) a s tím související povinnost vykonávání poslaneckého mandátu v Moravském zemském sněmu, kde jako zastánce konzervativního stanoviska a podporovatel českého velkostatku začal prosazovat tzv. slovanskou solidární myšlenku. - Zároveň začal přijímat jakožto čestný člen záštitu nad mnoha místními i přespolními spolky a korporacemi (např. SDH v Sobotovicích a SDH v Rajhradě).
I přesto, že byl uznávaný ekonom a národohospodář, který sepsal a publikoval např. mezi odborníky velice ceněné pojednání o státním zákoně vydaného Beck - Bienerthem o sociálním pojištění, byl okolnostmi donucen nejenom v rajhradském klášteře v průběhu I. světové války zřídit vojenskou nemocnici, jejíž provozní náklady byl klášter povinován platit, ale i podepsat dvě válečné půjčky, což způsobilo klášteru nemalé dlouhodobé finanční potíže a hospodářský propad. Přesto při vyhlášení pozemkové reformy dobrovolně nabídl část klášterních pozemků k rozparcelování.
V roce 1918 se začal nově angažovat jako iniciátor a vedoucí organizátor reformního hnutí katolického duchovenstva, sepsal program brněnského duchovního spolku a zastupoval Moravu ve vedení spolku katolického duchovenstva. - Vedení Jednoty katolického duchovenstva dokonce vážně uvažovalo (po abdikaci Msgre Paula Maria Josefa Antona hraběte von Huyna) o jeho nominaci na nového pražského arcibiskupa.
Byl také aktivním podporovatelem unionistického hnutí a často vystupoval jako řečník na unionistických sjezdech konaných na Velehradě (naposledy ve dnech 4. až 6. září 1921).
Dne 5. prosince 1921 byl stižen mrtvicí a o sedm dní později 12. prosince 1921 zemřel. - Dne 15. prosince 1921 byly jeho tělesné ostatky za mimořádné účasti dalších lidí uloženy na rajhradském hřbitově do hrobu č. 30 v tzv. kněžské zahrádce.